# 沃里斯維爾 (紐約州)
沃里斯維爾（英語：Voorheesville）是位於美國紐約州奧爾巴尼縣的村。

## 人口
根據2020年美國人口普查的數據，沃里斯維爾的面積為5.55平方千米，當中陸地面積為5.54平方千米，而水域面積為0.01平方千米。當地共有人口2841人，而人口密度為每平方千米512人。